# Пфальц (регион)

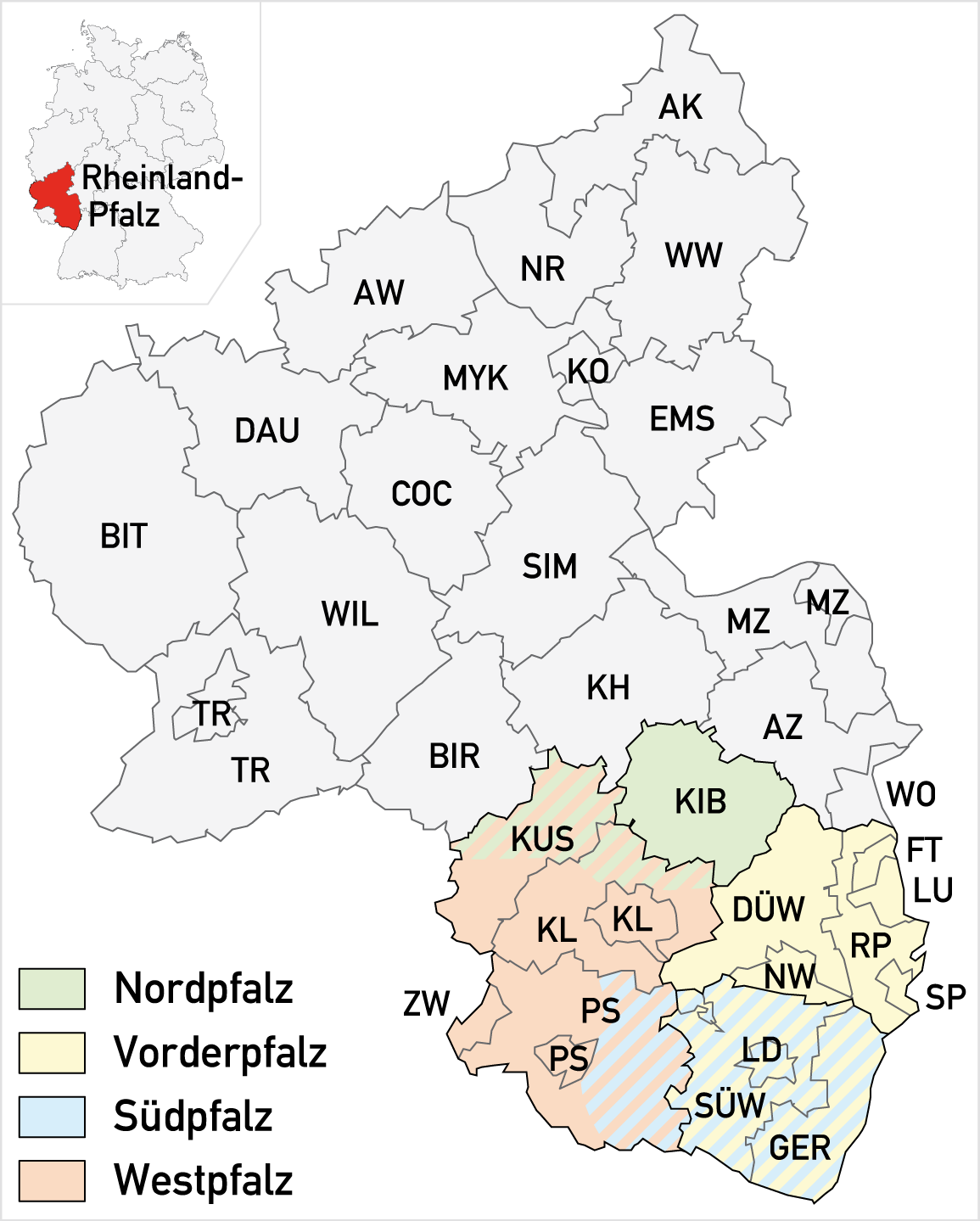

Пфальц (нем. Pfalz), также Нижний Пфальц (нем. Unterpfalz), Рейнский Пфальц (нем. Rheinische Pfalzgrafschaft) — историческая область на юго-западе Германии на юге федеральной земли Рейнланд-Пфальц вдоль левого берега Рейна восточнее Саара и к западу от Гессена.
Площадь — около 5 тыс. км², население около 1,4 млн.жителей. Около трети территории региона занимает Пфальцский Лес, считающийся самым крупным лесным массивом Германии.
В долинах развито выращивание винограда. В Пфальцском винодельческом регионе  ежегодно производится 6,5 млн. гектолитров вина. Больше вина в Германии производится лишь в Рейнгессене. В Пфальце проходит Германский винный путь, один из старейших туристических маршрутов Германии.

## История
Название региона происходит от слова пфальц (одного корня с русским словом «палата»), означавшего резиденцию немецкого короля, расположенную на подвластной ему территории. 

В Каролингской империи, а затем и в Священной Римской империи не было постоянного столичного города, а император, разъезжая по государственным делам, жил то в одном, то в другом дворце. В период отсутствия императора во дворце им управлял пфальцграф. Позднее пфальцграфы получили юрисдикцию над определённой территорией (обычно в приграничных областях) с фактически неограниченными полномочиями. Крупнейшим был дворец Карла Великого в Ахене. В отсутствие императора этим дворцом управлял пфальцграф Лотарингии, который затем стал управлять также землями на левом берегу Рейна. 

Геральдический символ Пфальца — пфальцский лев

Пфальцграфом Лотарингии в 945 году стал Герман I. Титул пфальцграфа Рейнского Пфальца удерживали до 1155 года главным образом его потомки. 
В 1156 году император Фридрих I Барбаросса передал эти земли в наследственное владение своему младшему брату Конраду. В 1195 году Пфальц перешёл к династии Вельфов в результате женитьбы Генриха Вельфа на Агнессе, дочери Конрада Гогештауфена.
В 1214 году умер пфальцграф Рейнский Генрих VI. Его наследницами были две малолетние сестры, но император Фридрих II отдал Пфальц герцогу Баварии Людвигу I Виттельсбаху и его сыну Оттону II, который в 1222 году женился на Агнессе, младшей из сестёр Генриха VI. 
В 1329 году император Людовик IV, сам из династии Виттельсбахов, передал Рейнский Пфальц вместе с частью северной Баварии (получившей с тех пор название Верхний Пфальц), старшей ветви своего рода. 
В соответствии с Золотой буллой императора Карла IV, изданной в 1356, пфальцграф Рейнский стал курфюрстом Священной Римской империи. Так возникло Пфальцское курфюршество (Курпфальц).  
В 1560-е годы при курфюрсте Фридрихе III Рейнский Пфальц стал оплотом кальвинизма. 
По Вестфальском миру 1648 года права на Верхний Пфальц были переданы Баварскому курфюршеству.
В 1777 году курфюрст Пфальца Карл Теодор по итогам войны за баварское наследство стал также курфюрстом Баварии. В результате Нижний Пфальц, Верхний Пфальц и Бавария объединились. 
В 1796 году территории Нижнего Пфальца к западу от Рейна аннексировала Франция, а в 1803 году принадлежавшие Нижнему Пфальцу земли восточнее Рейна были поделены между Баденом и Гессеном. 
В 1816 году часть Пфальца на западном берегу Рейна была передана королевству Бавария, но после Второй мировой войны эту территорию включили в новую землю Рейнланд-Пфальц.